# Guttmacher Institute
Das Guttmacher-Institut ist eine US-amerikanische Non-Profit-Organisation mit Sitz in  Washington und arbeitet als Forschungseinrichtung und Policy-Organisation im Bereich der sexuellen und reproduktiven Gesundheit und Rechte in den USA als auch weltweit.

## Geschichte
Im Jahr 1968 wurde das Center for Family Planning Program Development als unabhängige Abteilung der Planned Parenthood Federation of America (PPFA) gegründet. Der Direktor der PPFA, Alan Frank Guttmacher, förderte die Entwicklung des Zentrums. 1977 wurde das Institut eigenständig, bekam einen eigenen Vorstand und seinen heutigen Namen.
Seit 2010 ist das Institut Kooperationspartner der Weltgesundheitsorganisation und von ihrer amerikanischen Regional-Organisation, der Pan American Health Organization.

## Organisation
Das Institut hat Büros in New York und Washington in denen etwa 120 Mitarbeiter beschäftigt sind. Im Jahr 2018 hatte das Institut Einnahmen von 10,2 Mio. US-Dollar, Ausgaben von 24,5 Mio. US-Dollar und ein Eigenkapital von 64,2 Mio. US-Dollar.
Im Jahr 2018 wurden 80 % der Mittel für inhaltliche Aufgaben verwendet, davon ging mit 65 % der größte Teil in Aufwendungen zur Forschung.

## Ziele
Das Institut setzt sich dafür ein, universellen Zugang zu Informationen, Dienstleistungen zu ermöglichen, sowie Rechten zu gewähren und gleichberechtigt auszugestalten, um ungeplante Schwangerschaften zu vermeiden und Geschlechtskrankheiten vorzubeugen und zu behandeln. Es setzt sich für das Recht zum fachgerecht durchgeführten Schwangerschaftsabbruch ein, für Gesundheitsversorgung während der Schwangerschaft und der Geburt. Familienplanung wird als Schlüsselelement angesehen, um die Gesundheit von Mutter, Säugling und Kind zu befördern. Politische Initiativen mit diesem Ziel werden unterstützt.

### Kooperationen
Das Institut kooperiert mit weiteren Organisationen, die im gleichen Themenfeld arbeiten:
- dem African Population and Health Research Center[6]
- der Columbia University
- der International Planned Parenthood Federation
- der Frauenrechtsorganisation Ipas
- der London School of Hygiene and Tropical Medicine
- der Johns Hopkins Bloomberg School of Public Health
- der Fachzeitschrift The Lancet
- dem Bevölkerungsfonds der Vereinten Nationen
- der Weltgesundheitsorganisation